# Педру Нуниш
Педро Нунес е португалски математик и космограф.
Сочен е като първия учен, който прилага математически подход към навигацията и картографията.
Изобретява множество измервателни инструменти. Сред тях е измервателният инструмент нониус, наречен на неговото име.

## Биография
Роден е в Алсасер до Сал, Португалия през 1502 г. Започва да учи в Университета в Саламанка през 1517 г.
Сключва брак с испанката Д. Гиомар Ареас през 1523 г. Имат 2 сина – Аполонио и Педро, и 4 дъщери – Бриолана, Франческа, Изабела и Гиомар. През същата 1523 година се дипломира с бакалавърска степен по медицина.
Връща се в Португалия през 1527 г. Установява се в съдебния живот и създава научни връзки с Мартим Алфонсо де Соуса. Години по-късно става преподавател в Лисабонския университет.